# Little Melton
Little Melton – wieś w Anglii, w hrabstwie Norfolk, w dystrykcie South Norfolk. Leży 7 km na zachód od Norwich i 153 km na północny wschód od Londynu.
Miejscowość liczy 851 mieszkańców.